# Sistema monetari castellà
El sistema monetari castellà es un model d'organització monetària singular dins els sistemes europeus, molt fluctuant al llarg del temps de vigència (s. XII-XIX) i fou el resultat de la confluència monetària i comptable dels sistemes musulmans (almoràvits i almohades) bimetàl·lics, amb el de tradició carolíngia, inicialment monometàl·lics, essent el més important sistema monetari europeu que no va seguir el model comptable d'aquest darrer. El tret més característic del sistema castellà és la comptabilitat en maravedís; i tot plegat s'ha d'associar a la gran capacitat d'acció dels monarques castellans en matèria monetària que va permetre que a cavall del segle XII/XIII un maravedí o morabatí fos una moneda d'or d'uns 3,8 g i que al segle xvii un escut d'or (3,4 g) cotitzes a 544 maravedís de coure completament fiduciaris. Malgrat això la seva moneda d'argent, coneguda com a ral espanyol, va arribar a gaudir d'un gran prestigi internacional a partir de la colonització americana i l'accés a les seves immenses reserves de metalls preciosos que varen possibilitar la difusió de la moneda castellana, i especialment el ral de 8 a tot l'ecumene.
El sistema també va ser d'aplicació al regne de Navarra després de la seva conquesta el 1512, però no va ser implantat a la Corona catalano-aragonesa fins després de la Guerra de Successió (1715), excepte en el cas de mallorquí en que mai va tenir vigència jurídica, ja que el seu sistema no va ser modificat fins a la primera decimalització monetària espanyola (1858), a finals del regnat d'Isabel II.